# مارول استودیوز: افسانه‌ها
مارول استودیوز: افسانه‌ها یک مجموعه تلویزیونی اینترنتی رو به پخش آمریکایی است که برای دیزنی+ و براساس شخصیت‌های مارول کامیکس است که در دنیای سینمایی مارول (MCU) ظاهر می‌شوند. این مجموعه در هر قسمت، دارای، شخصیت‌های مجزا است که شخصیت بعد از پخش قسمت خود در آیندهٔ نزدیک در یک فیلم یا سریال نقش مهمی را ایفا می‌کند. در ساخت این مستند از برجسته‌ترین لحظات شخصیت در MCU نیز استفاده شده‌است
این مجموعه برای اولین بار در دسامبر ۲۰۲۰ معرفی شد. مارول استودیوز: افسانه‌ها برای اولین بار در ۸ ژانویه ۲۰۲۱ پخش شد.

## پیش زمینه
این مجموعه قهرمانان، شروران و لحظاتی از دنیای سینمایی مارول و چگونگی اتصال آنها را در پیش‌بینی داستان‌هایی که در مجموعه‌های دیزنی+ فاز چهارم به نمایش دربیایند، بررسی می‌کند.

## قسمت‌ها
قسمت اول و در ۸ ژانویه ۲۰۲۱ پخش شد، و با معرفی واندا ماکسیموف پایان یافت. قسمت دوم هم‌زمان با قسمت اول انتشار یافت و ویژن را معرفی کرد. قسمت سوم، چهارم، پنجم و ششم در ۱۲ مارس ۲۰۲۱ پخش شد و سم ویلسون/شاهین ،باکی بارنز/سرباز زمستان، بارون زیمو و شارون کارتر را معرفی کرد
| قسمت‌ها       | شخصیت                        | بازیگران         | برای کدام سریال یا فیلم | تاریخ پخش    |
| قسمت اول     | واندا ماکسیموف (اسکارلت ویچ) | الیزابت اولسن    | واندا ویژن              | ۸ژانویهٔ ۲۰۲۱ |
| قسمت دوم     | ویژن                         | پل بتانی         | واندا ویژن              | ۸ژانویهٔ ۲۰۲۱ |
| قسمت سوم     | فالکون (سم ویلسون)           | آنتونی مکی       | فالکون و سرباز زمستان   | ۱۲مارچ ۲۰۲۱  |
| قسمت چهارم   | سرباز زمستان(باکی بارنز)     | سباستین استن     | فالکون و سرباز زمستان   | ۱۲مارچ ۲۰۲۱  |
| قسمت پنجم    | بارون زیمو                   | دانیل برول       | فالکون و سرباز زمستان   | ۱۲مارچ ۲۰۲۱  |
| قسمت ششم     | شارون کارتر                  | امیلی ون کمپ     | فالکون و سرباز زمستان   | ۱۲مارچ ۲۰۲۱  |
| قسمت هفتم    | لوکی                         | تام هیدلستون     | لوکی                    |              |
| قسمت هشتم    | تسراکت                       |                  | لوکی                    |              |
| قسمت نهم     | بیوه سیاه                    | اسکارلت جوهانسون | بیوه سیاه               |              |
| قسمت دهم     | پگی کارتر                    | هایلی اتول       | چه می شود اگر...؟       |              |
| قسمت یازدهم  |                              | انتقام جویان     |                         |              |
| قسمت دوازدهم |                              |                  |                         |              |

## تولید
مارول استودیوز: افسانه‌ها در دسامبر ۲۰۲۰ معرفی شد.
- انتشار در ۸ ژانویه ۲۰۲۱ از طریق دیزنی+ شروع شده‌است.